# Bobby McFerrin
Bobby McFerrin (Manhattan, 11 de març de 1950) és un cantant i director d'orquestra estatunidenc, molt influenciat pel jazz.
Es fill del baríton solista Robert McFerrin, un dels primers cantants d'òpera afroamericans que va cantar a la Metropolitan Opera de Nova York.
La seva cançó Do not Worry, Be Happy, apareguda a la banda sonora de la pel·lícula Cocktail (1988) va ser número 1 a les llistes d'èxits dels Estats Units. També ha col·laborat amb solistes com els pianistes de jazz Chick Corea i Herbie Hancock, amb el violoncel·lista Yo-Yo Ma i amb la Saint Paul Chamber Orchestra. És conegut per tenir un gran rang vocal de quatre octaves i per la seva habilitat per fer servir la seva veu per crear efectes de so, com la recreació d'un baix sobresaturat (amb overdrive), que aconsegueix cantant i colpejant suaument el seu pit.

## Discografia

### Solista
- Bobby McFerrin, 1982
- The Voice, 1984
- Spontaneous Inventions, 1985
- Elephant's Child, 1987
- Don't Worry, Be Happy, 1988
- Simple Pleasures, 1988
- How the Rhino Got His Skin/How the Camel Got His Hump, 1990.
- Medicine Music, 1990
- Many Faces of Bird, 1991
- Sorrow Is Not Forever, 1994
- Paper Music, 1995
- The best of Bobby McFerrin, 1996
- Bang! Zoom, 1997
- Circlesongs, 1997
- Don't Worry, Be Happy, 1997
- Mouth Music, 2001
- Beyond Words, 2003
- Bobby Mcferrin live in montreal, 2005
- Konzert Fuer Europa, 2005
- Vocabularies, 2010
- SpiritYouAll, 2013

### Col·laboracions
- Bobby McFerrin amb Jack Nicholson, The Just So Stories, 1987.
- Bobby McFerrin amb Chick Corea, Play, 1990.
- Bobby McFerrin amb Yo-Yo Ma, Hush, 1991.
- Bobby McFerrin amb Chick Corea, The Mozart Sessions, 1996.
- Bobby McFerrin amb Richard Bona, Live in Montreal, 2005.

## Grammys
- 1985 : Grammy pel millor arranjament vocal per Another Night in Tunisia
- 1985 : Grammy per la millor interpretació vocal de Jazz per Another Night in Tunisia
- 1986 : Grammy per la millor interpretació vocal de Jazz per Round Midnight
- 1987 : Grammy per la millor interpretació vocal de Jazz per What Is This Thing Called Love?
- 1987 : Grammy pel millor àlbum infantil per Elephant's Child
- 1988 : Grammy per la millor interpretació vocal de Jazz per Brothers
- 1988 : Grammy per la millor interpretació vocal de Pop per Don't Worry, Be Happy
- 1988 : Grammy pel single de l'any per Don't Worry, Be Happy
- 1988 : Grammy per la cançó de l'any per Don't Worry, Be Happy
- 1992 : Grammy per la millor interpretació vocal de Jazz per Round Midnight